# WAV
Waveform Audio File Format（WAVE，又或者是因為副檔名而受大眾所知的WAV），是微软與IBM公司所開發在個人電腦儲存音訊串流的編碼格式，在Windows平台的應用軟體受到廣泛的支援，地位上類似於麥金塔電腦裡的AIFF。 此格式屬於資源交換檔案格式(RIFF)的應用之一，通常會將採用脈衝編碼調變的音訊資儲存在區塊中。也是音乐发烧友中常用的指定规格之一。由于此音频格式未经过压缩，所以在音质方面不会出现失真的情况，但檔案的体积因而在众多音频格式中较为大。

## 描述
.WAV 與.AIFF 都是獲微軟作業系統、麥金塔作業系統、Linux作業系統所相容的，需要特別注意的是，WAV檔案與無損檔案是不完全相同的，WAV檔案只是不去對原有檔案去做壓縮。
如果原始檔案是無損的，那能稱WAV就是無損檔案。若是將有損壓縮的檔案（例如: mp3檔)轉成WAV檔，那麼WAV檔案也只是忠實地呈現有損檔案而已。
製作WAV檔時，會有一個取樣頻率，根據取樣定理，若此取樣頻率低於信号最高频率的两倍时，那麼超過此最大頻率的頻段，將會產生混疊的情況，使原始訊號受到汙染，亦不能稱此WAV檔就是無損檔案。
雖然WAV檔也能儲存受壓縮過的檔案，但是大多數的WAV檔是用於CD儲存原聲帶的，所以一般來說一般人聯想到WAV檔就聯想到無損檔案，也是無可厚非的。值得注意的是，CD儲存的原聲帶也不代表是完全無損的，音樂製作人會將錄製的聲音處理後製成母帶，通常取樣率為96,000赫茲，之後透過轉檔程式，以16bits、44,100赫茲去做取樣。

## 格式
WAV檔遵守資源交換檔案格式之規則，在檔案的前44(或46)位元組放置檔頭(header)，使播放器或編輯器能夠簡單掌握檔案的基本資訊，其內容以區塊(chunk)為最小單位，每一區塊長度為4位元組，而區塊之上則由子區塊包裹，每一子區塊長度不拘，但須在前頭先宣告標籤及長度(位元組)。檔頭的前3個區塊記錄檔案格式及長度；接著第一個子區塊包含8個區塊，記錄聲道數量、取樣頻率等資訊；接著第二個子區塊才是真正的音訊資料，長度則視音訊長度而定。內容如下表所示。須注意的是，每個區塊的端序不盡相同，而音訊內容本身則是採用小端序。
注：上图描述有误，“位元组率”实际应为“=取样频率*位元深度*声道数量/8”（图片中漏乘了声道数量），它代表每秒钟数据的字节数。

### 廣播使用WAV
雖然WAV檔案很大，但沒受壓縮的WAV檔有時會獲無線電廣播電台使用，舉例來說，英國廣播公司電台在英國使用44.100千赫茲、16bit雙聲道的WAV串流檔作為他們的主要的標準，最近他們公布使用48KHZ作為標準。
另外，有些電台也會使用WAV作為他們測試收發能力的標準。

## 限制
WAV檔案受限於檔頭中用來記錄檔案檔案長度的區塊大小為32位元，單一檔案不能超過4GB，有些使用WAV檔案的播放器甚至無法支援超過2GB的WAV檔案，雖然這樣的檔案可以使16bits、44100赫茲的CD檔案播放將近6.9個小時，但有些情況下，還是有可能超過這些限制，此時可以對於時間軸去切割成無數的WAV檔案，去突破4GB的限制，許多CD專輯之中，就會利用這樣的技術去發行更多的歌曲，通常命名為「Disk-1」與「Disk-2」直到「Disk-n」能完成檔案儲存為止。另外，亦有新的格式得以發展出來以改良此一限制，如Sony Sound Forge軟體所採用的W64格式，以及歐洲廣播聯盟所制定的RF64格式。

## 非音訊使用
WAV檔案不一定要用在音訊檔上。由於其取樣頻率範圍極廣(低至1Hz高至4.3GHz)，同時聲道數量最高可達65535，非常適合作為其他應用所使用的儲存檔案格式，例如SPICE作為電路模擬的檔案，有些版本會使用WAV檔去記錄每一個對應的時間所對應的波形，通常是每個節點的電壓對時間、電流對時間、功率對時間等波形。
所以WAV檔案不一定是儲存聲音的振幅與時間點，只要是有需要使用到振幅與時間的形式，WAV檔案都能發揮它的功能。